# Championnats du monde de VTT 2022
Navigation
2021 2023
Les Championnats du monde de VTT 2022 ont lieu du 24 au 28 août 2022, aux Gets, en France. Les épreuves de cross-country, de cross-country short track, de cross-country à assistance électrique et de descente sont au programme.
La France organise les mondiaux de VTT pour la première fois depuis 2004, qui s'étaient, déjà à l'époque, disputés aux Gets.

## Programme
Source
| Cross-country olympique - Mercredi 24 août - Relais par équipes mixte - Jeudi 25 août - Femmes juniors - Hommes juniors - Dimanche 28 août - Femmes moins de 23 ans - Hommes moins de 23 ans - Femmes élites - Hommes élites | Cross-country à assistance électrique - Vendredi 26 août - Hommes - Femmes Cross-country short track - Vendredi 26 août - Hommes (finale) - Femmes (finale) | Descente - Jeudi 25 août - Hommes juniors (qualification) - Femmes juniors (qualification) - Femmes élites (qualification) - Hommes élites (qualification) - Samedi 27 août - Hommes juniors (finale) - Femmes juniors (finale) - Femmes élites (finale) - Hommes élites (finale) |

## Médaillés

### Cross-country
| Épreuves                            | Or | Or              | Argent                                                                                                  | Argent       | Bronze | Bronze       |
| ----------------------------------- | --- | --------------- | --- | ------------ | --- | ------------ |
| Hommes                              | |                 | |              | |              |
| Élites résultats détaillés          | Nino Schurter                                                                                              | 1 h 21 min 13 s | David Valero                                                                                            | + 9 s        | Luca Braidot                                                                                                | + 29 s       |
| Moins de 23 ans résultats détaillés | Simone Avondetto                                                                                           | 1 h 10 min 35 s | Mathis Azzaro                                                                                           | + 28 s       | Luca Schätti                                                                                                | + 57 s       |
| Juniors résultats détaillés         | Paul Schehl                                                                                                | 1 h 2 min 48 s  | Jan Christen                                                                                            | + 18 s       | Paul Magnier                                                                                                | + 24 s       |
| Femmes                              | |                 | |              | |              |
| Élites résultats détaillés          | Pauline Ferrand-Prévot                                                                                     | 1 h 22 min 8 s  | Jolanda Neff                                                                                            | + 1 min 35 s | Haley Batten                                                                                                | + 2 min 13 s |
| Moins de 23 ans résultats détaillés | Line Burquier                                                                                              | 1 h 11 min 9 s  | Puck Pieterse                                                                                           | + 43 s       | Sofie Heby                                                                                                  | + 59 s       |
| Juniors résultats détaillés         | Monique Halter                                                                                             | 59 min 37 s     | Lea Huber                                                                                               | + 1 min 16 s | Natalia Grzegorzewska                                                                                       | + 1 min 26 s |
| Mixte                               | |                 | |              | |              |
| Relais                              | Suisse- Dario Lillo - Khalid Sidahmed - Ramona Forchini - Ronja Blochlinger - Anina Hutter - Nino Schurter | 1 h 17 min 14 s | Italie- Luca Braidot - Marco Betteo - Martina Berta - Valentina Corvi - Giada Specia - Simone Avondetto | + 6 s        | États-Unis- Christopher Blevins - Cayden Parker - Madigan Munro - Bailey Cioppa - Haley Batten - Riley Amos | + 14 s       |

### Cross-country short track
| Épreuves                   | Or                     | Or          | Argent            | Argent | Bronze           | Bronze |
| -------------------------- | ---------------------- | ----------- | ----------------- | ------ | ---------------- | ------ |
| Hommes                     |                        |             |                   |        |                  |        |
| Élites résultats détaillés | Samuel Gaze            | 22 min 21 s | Filippo Colombo   | + 3 s  | Thomas Litscher  | + 7 s  |
| Femmes                     |                        |             |                   |        |                  |        |
| Élites résultats détaillés | Pauline Ferrand-Prévot | 21 min 56 s | Alessandra Keller | + 18 s | Gwendalyn Gibson | + 21 s |

### Cross-country à assistance électrique
| Épreuves | Or             | Or          | Argent        | Argent       | Bronze              | Bronze       |
| -------- | -------------- | ----------- | ------------- | ------------ | ------------------- | ------------ |
| Hommes   |                |             |               |              |                     |              |
| Élites   | Jérôme Gilloux | 52 min 21 s | Hugo Pigeon   | + 29 s       | Joris Ryf           | + 42 s       |
| Femmes   |                |             |               |              |                     |              |
| Élites   | Nicole Göldi   | 47 min 0 s  | Justine Tonso | + 1 min 15 s | Nathalie Schneitter | + 1 min 25 s |

### Descente
| Épreuves                   | Or              | Or             | Argent           | Argent    | Bronze                | Bronze     |
| -------------------------- | --------------- | -------------- | ---------------- | --------- | --------------------- | ---------- |
| Hommes                     |                 |                |                  |           |                       |            |
| Élites résultats détaillés | Loïc Bruni      | 3 min 20 s 478 | Amaury Pierron   | + 2 s 581 | Loris Vergier         | + 3 s 386  |
| Juniors                    | Jordan Williams | 3 min 28 s 324 | Remy Meier-Smith | + 5 s 916 | Davide Cappello       | + 7 s 697  |
| Femmes                     |                 |                |                  |           |                       |            |
| Élites résultats détaillés | Valentina Höll  | 3 min 53 s 857 | Nina Hoffmann    | + 0 s 906 | Myriam Nicole         | + 3 s 447  |
| Juniors                    | Jenna Hastings  | 4 min 18 s 541 | Gracey Hemstreet | + 1 s 870 | Valentina Roa Sanchez | + 15 s 944 |

## Tableau des médailles
| Rang  | Nation           | Or | Argent | Bronze | Total |
| ----- | ---------------- | -- | ------ | ------ | ----- |
| 1     | France           | 5  | 4      | 3      | 12    |
| 3     | Suisse           | 4  | 5      | 4      | 13    |
| 2     | Nouvelle-Zélande | 2  | 0      | 0      | 2     |
| 4     | Italie           | 1  | 1      | 2      | 4     |
| 5     | Allemagne        | 1  | 1      | 0      | 2     |
| 6     | Autriche         | 1  | 0      | 0      | 1     |
| 6     | Grande-Bretagne  | 1  | 0      | 0      | 1     |
| 8     | Australie        | 0  | 1      | 0      | 1     |
| 8     | Canada           | 0  | 1      | 0      | 1     |
| 8     | Espagne          | 0  | 1      | 0      | 1     |
| 8     | Pays-Bas         | 0  | 1      | 0      | 1     |
| 12    | États-Unis       | 0  | 0      | 3      | 3     |
| 13    | Colombie         | 0  | 0      | 1      | 1     |
| 13    | Danemark         | 0  | 0      | 1      | 1     |
| 13    | Pologne          | 0  | 0      | 1      | 1     |
| Total | Total            | 15 | 15     | 15     | 45    |